# 14 regioner i Augustus' Rom
I 7 f.Kr. delte Augustus byen Rom i 14 administrative regioner (latinske regiones, sing. regio). Disse erstattede de fire regiones – eller "kvarterer" – som traditionelt tilskrives Servius Tullius, Roms sjette konge. Disse blev yderligere opdelt i officielle kvarterer (vici).
Oprindeligt betegnet med nummer, fik regionerne sit tilnavn fra store vartegn eller topografiske træk inden for de enkelte regioner. Efter Konstantin den Stores regeringstid (r. 306–337) blev kejserbyen Konstantinopel også opdelt i fjorten regiones, efter romersk eksempel: de 14 regioner i Konstantinopel.

## Historien om Roms regioner
Beviser for regioner i Rom før Augustus er begrænset. I midten af 40'erne f.Kr. beskrev Marcus Terentius Varro fire 'partes urbis' og henviser til dem individuelt som en "regio" med både navne og numre: I Suburana, II Esquilina, III Collina og IV Palatina.
Varro giver også evidens for vici under perioden for den Romerske Republik. Ordet vici stammer fra ordet vicus fra via og som er analoge med det moderne ord "kvarterer". Under perioden for den midterste Romerske Republik havde hver vicus en lokal embedsmand kendt som en vicomagister.
På Augustus tid var lokale helligdomme i vici blevet forsømt og fra omkring 12 f.Kr. begyndte han at restaurere individuelle vicus-helligdomme før en omfattende reformer i 7 f.Kr., heriblandt kodificering af vicomagistriens rettigheder og pligter. På dette tidspunkt blev byen reorganiseret i Augustus' 14 'regioner', som blev overvåget af senatoriske magistrater.

## De 14 regioner

### I: Regio I Porta Capena
Regio I fik sit navn fra Porta Capena ("Porten til Capua"), en port i Servian-muren, gennem hvilken Via Appia gik ind i byen. Begyndende herfra mod syd for Celio-højen løber denne region til det fremtidige strækning af den Aurelianske Mur.

### II: Regio II Caelimontium
Regio II omfattede Celio-højen.

### III: Regio III Isis et Serapis
Regio III fik sit navn fra helligdommen for Isis, i området af den moderne Labicana-gade, der indeholdt dalen, der skulle blive stedet for Colosseum, og dele af Oppian- og Esquilinhøjen.

### IV: Regio IV Templum Pacis
Regio IV fik sit navn fra Forum Pacis, bygget i regionen af Vespasian. Den omfatter dalen mellem Esquilin- og Viminalhøjen, det populære område af Subura og Velia (bakken mellem Palatiner- og Oppianhøjen, der blev fjernet i begyndelsen af det 20. århundrede for at gøre plads til Via dei Fori Imperiali (en gade), der går mellem Forum Romanum og Augustus’ forum).

### V: Regio V Esquiliae
Navnet på Regio V stammer fra Esquilinhøjen. Det indeholder dele af Oppian og Cispian (to mindre bakker tæt på byens centrum) og af Esquilin. Derudover indeholder regionen også sletten lige uden for Serviusmuren.

### VI: Regio VI Alta Semita
Regio VI fik sit navn fra gaden (Alta Semita, "Høj sti"), der går over Quirinal-højen. Det var en stor regio som også omfattede Viminal-højen, de nedre skråninger af Pincio og dalene mellem disse. Dets vigtigste vartegn omfattede Diocletianus termer, Konstantins termer og Horti Sallustiani; haver (horti) dækkede meget af dens nordlige del af regionen. Templer til Quirinus, Salus og Flora var også placeret i Regio VI og Castra Praetoria. Den Aurelianske Mur markerede det meste af dens østlige og nordlige kant, med Argiletum og Vicus Patricius mod syd og sydøst.

### VII: Regio VII Via Lata
Regio VII fik sit navn fra via Flaminia, som løber mellem Serviusmuren og den fremtidige Aurelianske Mur. Dette var en bred bygade (Via Lata, "Broadway"), svarende til den moderne via del Corso. Denne regio indeholdt en del af Campus Martius på den østlige del af gaden plus Collis Hortulorum (Hortuli-højen), Pincio.

### VIII: Regio VIII Forum Romanum
Den centrale region indeholder Kapitolhøjen, dalen mellem Palatiner- og Kapitolhøjene (hvor Forum Romanum ligger), og området mellem Velia og Palatinerhøjen op til Titusbuen og Templum Veneris et Romae.

### IX: Regio IX Circus Flaminius
Navnet stammer fra Circus Flaminius beliggende i den sydlige ende af Campus Martius tæt på Tiberøen. Regionen indeholder en del af Campus Martius, på den vestlige side af via Lata.

### X: Regio X Palatium
Palatinerhøjen gav sit navn til Regio X.

### XI: Regio XI Circus Maximus
Regio XI tog fik sit navn fra Circus Maximus, der ligger i dalen mellem Palatiner- og Aventinerhøjen. Regionen indeholdt Circus Maximus, Velabrum (dalen mellem Palatiner- og Kapitolhøjen), samt områderne ved siden af Forum Boarium og Forum Holitorium.

### XII: Regio XII Piscina Publica
Regio XII fik sit navn fra Piscina Publica, et monument, der forsvandt under tiden for det Romerske Kejserrige. Det havde den høje grund, hvor kirken San Saba står i dag. Derudover indeholder regionen dens forgreninger mod Via Appia, hvor Caracallas termer var.
I 180'erne var der en bank og en børs for kristne i området.

### XIII: Regio XIII Aventinus
Regio XIII indeholdt Aventinerhøjen og sletten foran den langs Tiberen. Her var emporium, den første havn ved floden.

### XIV: Regio XIV Transtiberim
Regio XIV (regionen "på tværs af Tiberen") indeholdt Tiberøen og alle dele af Rom vest for Tiberen. Dette svarer til det moderne Trastevere.

## Eksterne links
- DISCRIPTIO XIIII REGIONVM VRBIS ROMÆ, Curiosum - Notitia . Beskrivelser fra det 4. århundrede af Roms regioner og deres hovedbygninger. Arkiveret fra originalen den 8. juni 2019.